# Janyro Purperhart
Janyro Purperhart (Amsterdam, 3 mei 1996) is een Nederlands voetballer die als aanvaller speelt.

## Carrière
Janyro Purperhart speelde in de jeugd van HFC EDO, waar hij in het seizoen 2014/15 ook met het eerste elftal in de Topklasse speelde. Tussen 2015 en 2019 speelde hij voor SV United/DAVO, Legmeervogels en Olympia Haarlem in lagere amateurklasses, tot hij in februari 2019 de stap profvoetbal maakte. Hij tekende voor het FK Jelgava, uitkomend op het hoogste niveau van Letland. Hij debuteerde voor Jelgava op 9 maart 2019, in de met 0-1 verloren thuiswedstrijd tegen Riga FC. In augustus 2019 ging hij naar het Zweedse FK Karlshamn United dat uitkomt in de Division 3 Sydöstra Götaland.

### Statistieken
| Seizoen                        | Club           | Land           | Competitie       | Competitie | Competitie | Beker | Beker | Totaal | Totaal |
| Seizoen                        | Club           | Land           | Competitie       | Wed.       | Dlp.       | Wed.  | Dlp.  | Wed.   | Dlp.   |
| ------------------------------ | -------------- | -------------- | ---------------- | ---------- | ---------- | ----- | ----- | ------ | ------ |
| 2014/15                        | HFC EDO        | Nederland      | Topklasse Zondag | 5          | 0          | 0     | 0     | 5      | 0      |
| 2019                           | FK Jelgava     | Letland        | Virslīga         | 8          | 2          | 0     | 0     | 8      | 2      |
| Carrièretotaal                 | Carrièretotaal | Carrièretotaal | Carrièretotaal   | 13         | 2          | 0     | 0     | 13     | 2      |
| Bijgewerkt op 27 augustus 2019 |                |                |                  |            |            |       |       |        |        |